# Hollingbourne

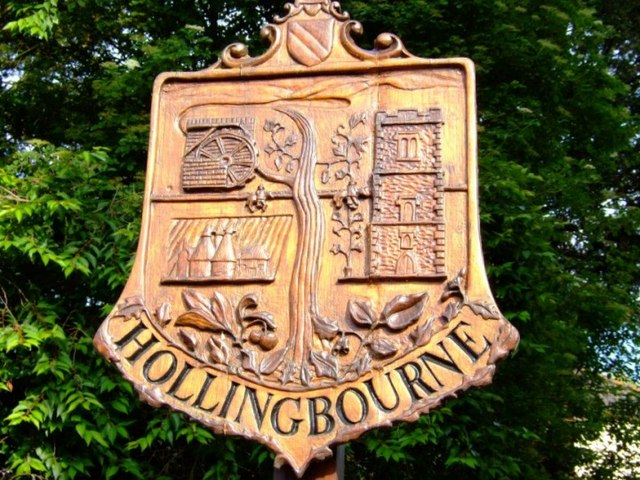
Panneau routier à l'entrée au village.

Hollingbourne est une paroisse civile située dans le district non métropolitain de Maidstone dans le comté de Kent en Angleterre.

## Présentation
Le nom du village de Hollingbourne est mentionné dans le Domesday Book, en français Livre du Jugement Dernier, qui était l’enregistrement du grand inventaire de l’Angleterre terminé en 1086, pour Guillaume le Conquérant.
Le sénéchal et shérif Robert de Tourneham y est né en 1175.
La paroisse de Hollingbourne comptait environ 900 habitants lors du recensement de la population en 2011. Elle est située à 6,5 kilomètres de Maidstone.
Le train à grande vitesse High Speed 1 passe à côté du village et dessert la ville voisine de Bearsted. Cependant le village possède une gare qui est desservie par la ligne Maidstone-Ashford.

## Jumelage
- Templeuve-en-Pévèle (France) depuis 2013.